# La Petite Fille sous la neige
La Petite Fille sous la neige (La chica de nieve) est une mini-série espagnole en six épisodes d'environ 45 minutes, mise en ligne le 27 janvier 2023 sur Netflix. d'après le roman du même nom de l'écrivain andalou Javier Castillo. La deuxième saison sort en 2025, basée sur le roman El juego del alma, du même auteur.

## Synopsis
À Malaga, en 2010, lors du défilé des rois mages, une petite fille de six ans, Amaya, échappe quelques secondes à l'attention de son père et disparaît. La police locale, dirigée par Belén Millán, enquête sur ce qui s'avère être un enlèvement d'enfant. Une étudiante en journalisme stagiaire au journal Sur, Miren Rojo, traumatisée par un viol dont les coupables n'ont jamais été retrouvés, souhaite mener l'enquête de son côté.
En 2016, Miren reçoit une cassette vidéo VHS d'Amaya, une preuve de vie pour ses parents. Mais où est l'enfant et que lui est-il arrivé ?

## Distribution

### Première saison (2023)
- Milena Smit (VF : Sara Chambin) : Miren Rojo
- José Coronado (VF : Jérôme Keen) : Eduardo, le professeur de journalisme de Miren
- Aixa Villagrán (VF : Edwige Lemoine) : Belén Millán
- Loreto Mauleón (VF : Marie Tirmont) : Ana Núñez, la mère d'Amaya
- Raúl Prieto (VF : Yann Guillemot) : Álvaro Martín, le père d'Amaya
- Cecilia Freire : Iris Molina
- Julián Villagrán (VF : Constantin Pappas) : Santiago Vallejo, le mari d'Iris
- Marco Cáceres (VF : Jean-Rémi Tichit) : Chaparro
- Alejandro Vergara (VF : Maxime Baudouin) : Raúl
- Tristán Ulloa (VF : Thierry Wermuth) : David Luque
- Iratxe Emparan : Julia Vallejo Molina
- Antonio Dechent : le chef de police

### Deuxième saison (2025)El juego del alma
- Milena Smit : Miren Rojo
- Miki Esparbé : Jaime Bernal
- José Coronado : Eduardo Vergara
- Aixa Villagrán : Belén Millán
- Marco Cáceres : Chaparro
- Hugo Welzel : Nacho Valdivia
- Mari Paz Sayago : Mercedes
- Vicente Romero : Cristóbal
- Paco Ochoa : Paco
- Francisca Aronsson : Allison Hernández

## Production

### Développement
La série adapte un roman policier de Javier Castillo qui se déroule à New York dans les années 1990, en la transposant dans l'Espagne des années 2010.

### Attribution des rôles
Le rôle principal de Miren Rojo est donné à Milena Smit, révélée par le film Madres paralelas de Pedro Almodóvar. De grands acteurs comme José Coronado, Aixa Villagrán et Cecilia Freire jouent également des personnages importants.

### Tournage
La série est tournée à Malaga, en Andalousie.

### Fiche technique
- Titre : La Petite Fille sous la neige
- Titre original : La chica de nieve
- Création : d'après le roman de Javier Castillo
- Scénario : Jesús Mesas Silva et Javier Andrés Roig
- Réalisation : David Ulloa
- Production : Atípica Films
- Langue originale : espagnol

## Épisodes
Les épisodes, sans titres, sont numérotés de un à six.